# 宫津湾

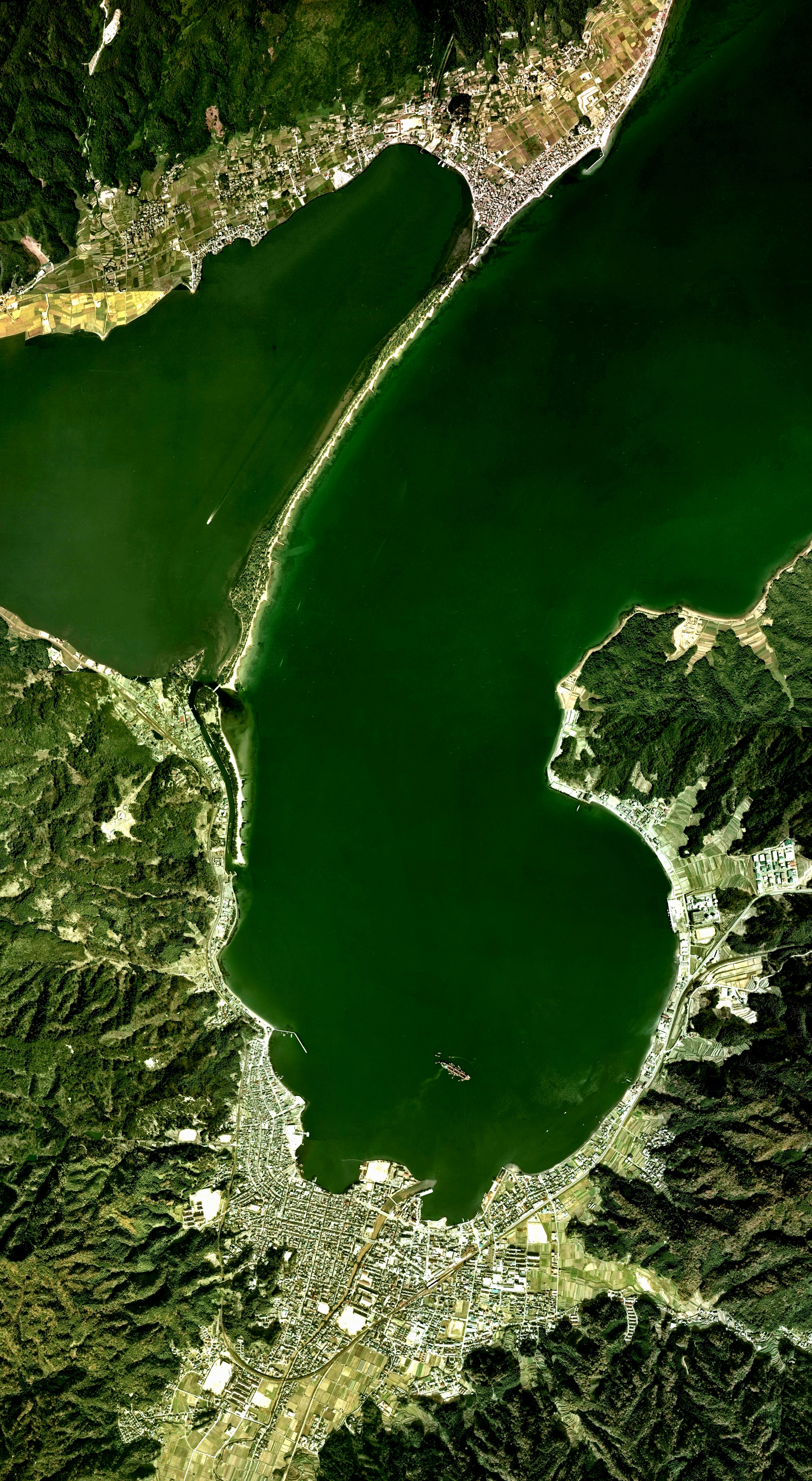
阿苏海（左上），宮津灣（中），以及宫津市区（下）

宮津灣（日语：宮津湾/みやづわん）是位於日本海若狹灣西端的海灣。它位於京都府宮津市北部，南北長9.2公里，東西向2至3公里，水深10至20米。
宮津灣是丹后半島和栗田半島之間的內灣。它被日本三大風景區之一的天橋立與阿苏海隔開。宮津灣和阿苏海僅通過一條狹窄的水道相連。宮津灣的東海岸是多岩石的海岸，而西海岸則是遍布的沙灘。

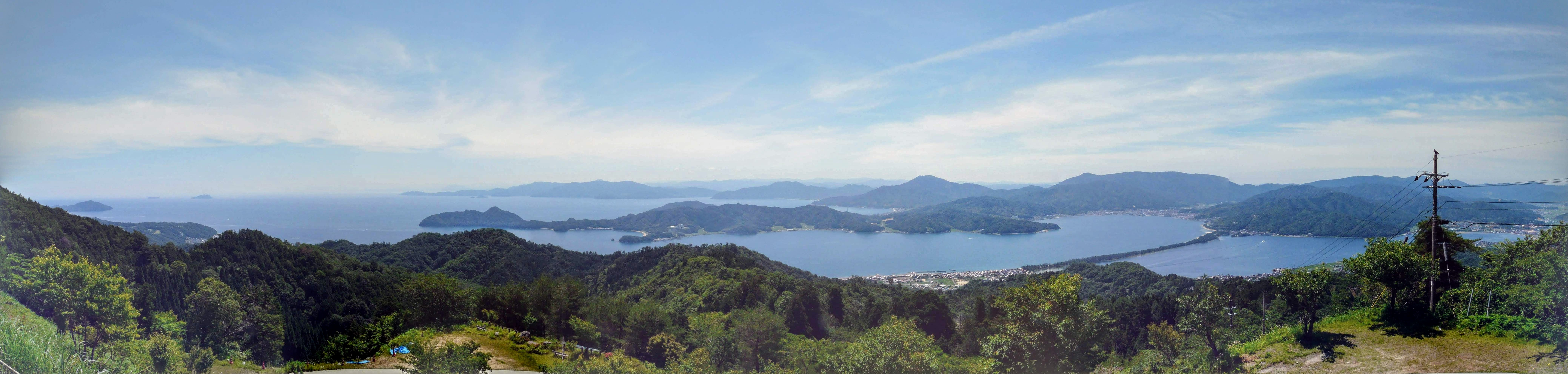
成合寺的展望台看到的宫津灣